# Irán londoni nagykövetségének ostroma
A londoni iráni nagykövetség ostroma egy 1980-ban elkövetett terrorcselekmény, melynek során hat terrorista hatolt be és ejtette túszul az iráni nagykövetségen tartózkodókat. A túszejtésnek a brit különleges erők, a Special Air Service katonái vetettek véget. A mentőakció a „Nimród” fedőnevet kapta.

## A túszejtés
1980. április 30-án körülbelül 11 óra 30 perckor egy hatfős terroristacsoport, a Demokratikus Forradalmi Mozgalom Arabföld Felszabadításáért emberei elfoglalták az épületet London központjában, South Kensingtonban. Eredetileg a terroristák követelése Huzesztán, Irán kőolajban gazdag tartományának autonómiája volt, később már 91, Iránban fogvatartott elítélt bajtársuk szabadon engedését is követelték.
Amikor a terroristák a főbejáraton keresztül megrohamozták az épületet, huszonhat túszt ejtettek – köztük egy rendőrt és a BBC újságíróját. Később öt foglyukat szabadon engedtek. A túsztárgyalók elérték, hogy ételt és cigarettát juttassanak be az épületbe. A terroristák a harmadik napon az egyik túsz megölésével fenyegetőztek. A terroristák vezére azt javasolta, hogy a jordán nagykövet bekapcsolódhatna a tárgyalásokba, de amikor nyilvánvalóvá vált, hogy nem fog segédkezni, a helyzet a követségen rosszabbodott. A hatodik napon a terroristák megölték Abbász Lavászáni sajtófőnököt, és testét a főbejáraton kidobták. Ezt a hírt hallva Margaret Thatcher miniszterelnök utasítást adott a túszok kiszabadítására.

## A túszok kimenekítése
Az épület megrohamozásának előkészületeként módosították a Heathrow repülőtér leszállási eljárásait: a repülőgépeknek alacsonyabban kellett repülniük, valamint a British Gas zajos fúrásokat kezdett a környéken – így biztosítva, hogy az SAS emberei meg tudják közelíteni a helyszínt. Az akció 1980. május 5-én 19 óra 23 perckor kezdődött. A túszmentők a hátsó bejáraton és a tetőről leereszkedve hatoltak be az épületbe, ezzel egyidőben elvágták az elektromos vezetékeket. A SAS emberei Heckler & Koch MP5 géppisztolyokkal és hanggránátokkal voltak felfegyverkezve.
Öt terroristát öltek meg és tizenkilenc túszt szabadítottak ki. Az egyik terrorista holttestében később 27 lövedéket találtak. Egy túsz halt meg az akció alatt, őt az egyik túszejtő ölte meg a kavarodásban. Az egyik katona a tetőről leereszkedés közben elakadt, egy hanggránát pedig meggyújtott egy függönyt, melynek a SAS katona a lángjai közt ragadt. A tetőn maradt társa vágta el a kötelét – sérülései ellenére is folytatta az akciót. Az egyik terroristának sikerült túsznak öltözve kijutnia az épületből, de hamarosan őt is elfogták, majd életfogytig tartó börtönbüntetésre ítélték.

## Utóhatások
Néhány katonát megvádoltak, hogy azokat a terroristákat is megölték, akik kidobták fegyvereiket az ablakon és megadták magukat. Erről a túszok számoltak be. Később az esküdtszék felmentette a katonákat. Az életfogytiglanra ítélt terroristát, Fouzi Badavi Nezsádot 2005-ben helyezték feltételesen szabadlábra. Trevor Lock rendőr - aki rávetette magát a terroristák vezérére, megmentve ezzel az egyik katonát - György Keresztet kapott.

## Fordítás
- Ez a szócikk részben vagy egészben  az   Iranian_Embassy_Siege című angol Wikipédia-szócikk ezen változatának fordításán alapul.  Az eredeti cikk szerkesztőit annak laptörténete sorolja fel. Ez a jelzés csupán a megfogalmazás eredetét és a szerzői jogokat jelzi, nem szolgál a cikkben szereplő információk forrásmegjelöléseként.
- Ez a szócikk részben vagy egészben  a   Special Air Service című angol Wikipédia-szócikk ezen változatának fordításán alapul.  Az eredeti cikk szerkesztőit annak laptörténete sorolja fel. Ez a jelzés csupán a megfogalmazás eredetét és a szerzői jogokat jelzi, nem szolgál a cikkben szereplő információk forrásmegjelöléseként.

## Külső hivatkozások
- Zurück zur Mutter[halott link] (Der Spiegel 19/1980 vom 5. Mai 1980, S. 145) (németül)
- Wie Gentlemen[halott link] (Der Spiegel 20/1980 vom 12. Mai 1980, S. 144) (németül)
- Siege at the Iranian Embassy (BBC News Online.) (angolul)
- 1980: SAS rescue ends Iran embassy siege (angolul)
- www.youtube.com (angolul)